# Reaktionsbildung
Reaktionsbildung steht in der Psychoanalyse für einen Abwehrmechanismus. Ein Triebimpuls aus dem Unbewussten wird abgewehrt, indem eine entgegengesetzte Verhaltensweise entwickelt wird. Beispiele:
- Ein Parteimitglied lobt begeistert seinen Parteichef, obwohl eine unbewusste Ablehnung des Parteichefs besteht.
- Ein Mensch mit starker homoerotischer Neigung wehrt diese ab, indem er eine starke Homophobie entwickelt.
- Ein Kuckuckskind reagiert auf unterschwellig wahrgenommene Anzeichen einer als schamhaft abgewehrten Vaterschaftsdiskrepanz mit einer hypertrophen Bedeutungssetzung der fälschlich zugeschriebenen väterlichen Blutlinie.
- Unterdrückte Aggression äußert sich in übermäßiger Freundlichkeit.[1]

Es werden also Triebe und Wünsche – teilweise unbewusst – für inakzeptabel gehalten und durch etwas ersetzt, das der ursprünglich beabsichtigten Reaktion diametral entgegengesetzt ist, jedoch ein sozial erwünschtes Verhaltensmuster darstellt. Dieses Verhalten wird wie alle Abwehrmechanismen ausgebildet, um Schuldgefühle und Angst, aber auch andere unlustvolle Erlebenszustände (Trauer/Verlassenheit, Wut, Scham, Schuld, Ekel) zu bewältigen.

## Psychoanalytische Theorie
Nach der gängigen psychoanalytischen Theorie ist die Reaktionsbildung (Bezeichnung entstammt der Tatsache, dass etwas eine direkte Reaktion auslöst) die Verdrängung eines inakzeptablen (und deshalb Unlust erweckenden) Gefühls durch eine Umkehr in sein Gegenteil (Verminderung der Unlust, Maximierung der Lust). Da die Auslöser von Lust und Unlust äußerst individuell sein können, sind Reaktionsbildungen auch individuell. Eine Reaktionsbildung, die für eine Person funktioniert, würde nicht unbedingt für eine andere passen. Es kann bewusst, unbewusst oder teilweise bewusst geschehen.
Strukturtheoretische Aspekte: Oberflächlich betrachtet, in Hinblick auf die psychischen Instanzen (Struktur) Ich, Es und Über-Ich, passiert eine Reaktionsbildung zwischen einer Instanz und einer anderen: Der Wunsch, alle Frauen sexuell zu erobern, aus dem Es, könnte zum Wunsch führen, zölibatärer Priester zu werden, im Über-Ich beheimatet. Ebenso kann Kastrationsangst (Über-Ich) zu sexueller Überaktivität (Es) führen. Tiefer betrachtet, ist auch das komplexer, weil alle Wünsche und Ängste multi-determiniert sind, und jeder setzt sich aus verschiedenen Elementen aus allen drei Instanzen zusammen.
Triebtheoretische Aspekte: Ein Gefühl aus dem aggressiven Trieb kann in ein Gefühl aus dem libidinösen Trieb verwandelt werden und umgekehrt. Aber die Reaktionsbildung kann auch innerhalb eines einzigen Triebes, ob libidinös oder aggressiv, verwandelt werden. Auch das ist komplizierter, weil es keine Wünsche gibt, die ausschließlich aus nur einem Trieb entstammen, immer spielen beide Triebe eine Rolle, wenn auch in variablem Verhältnis.

## Kritik
Für den Philosophen Abraham Kaplan ist das Konzept ein Beispiel für ein verstärktes Dogma:
„Die psychoanalytische Doktrin der Reaktionsbildung scheint die Theorie gegen Falsifikation zu sichern, indem sie sie tautologisch macht. Jungen fühlen sich sexuell zu ihren Müttern hingezogen. Geben sie diesem Gefühl Ausdruck, gut (für die Theorie); verhalten sie sich dagegen so, als ob sie ihre Mütter abscheulich fänden, zeigt dies lediglich eine Reaktionsbildung gegen ihre eigenen verbotenen Wünsche an, und auch so stimmt die Theorie; sie ist wahr, was immer passiert.“ (Abraham Kaplan: The conduct of inquiry. Methodology for behavioral science. Chandler, San Francisco CA 1964)